# Ковтуненко Іван Наумович
Іва́н Нау́мович Ковтуне́нко (нар. 1896, місто Токмак, Бердянський повіт, Таврійська губернія — пом. 22 листопада 1921, містечко Базар, Базарська волость, Овруцький повіт, Волинська губернія) — козак 10-го куреня 4-ї Київської дивізії Армії УНР, учасник Другого Зимового походу.

## Життєпис
Народився в 1896 році в місті Токмак Бердянського повіту Таврійської губернії в українській селянській родині.
Закінчив сільськогосподарську школу.
Не входив до жодної партії.
Служив в Армії УНР з 1919 року.
У бою поблизу села Малі Миньки 17 листопада 1921 р. потрапив у полон.
Розстріляний більшовиками 22 листопада 1921 року у місті Базар разом з іншими полоненими.
Реабілітований 27 квітня 1998 року.

## Вшанування пам'яті
- Його ім'я вибите серед інших на Меморіалі Героїв Базару.